# Michael Szymoniuk
Michael Szymoniuk (* 16. Februar 1980) ist ein ehemaliger österreichischer Triathlet. Er ist mehrfacher Staatsmeister im Cross-Triathlon (2009, 2013, 2014).

## Werdegang
Im Juli 2009 wurde er Staatsmeister im Cross-Triathlon und konnte diesen Erfolg 2013 und erneut 2014 in Berndorf bei Salzburg wiederholen.
Bei der Triathlon-Staatsmeisterschaft über die olympische Distanz (1,5 km Schwimmen, 40 km Radfahren und 10 km Laufen) belegte er im Juli 2014 hinter dem Sieger Nikolaus Wihlidal in Obertrum den vierten Rang. Bei der Weltmeisterschaft Cross-Triathlon belegte der damals 37-Jährige im August 2017 in Kanada den 15. Rang. Seit 2017 tritt er nicht mehr international in Erscheinung.
Michael Szymoniuk studierte an der Donau-Universität Krems. Er lebt in Wien und ist im Marketing tätig.

## Sportliche Erfolge
| Datum/Jahr    | Rang | Wettbewerb                                     | Austragungsort | Zeit     | Bemerkung                                                          |
| ------------- | ---- | ---------------------------------------------- | -------------- | -------- | ------------------------------------------------------------------ |
| 21. Mai 2016  | 2    | Vienna City Triathlon                          | Wien           |          | Zweiter auf der Sprintdistanz                                      |
| 19. Juli 2014 | 4    | ÖTRV Staatsmeisterschaft Triathlon Kurzdistanz | Obertrum       | 02:09:37 | Staatsmeisterschaft über die olympische Distanz.                   |
| 28. Mai 2011  | 3    | Vienna City Triathlon                          | Wien           |          | Mitteldistanz (1,9 km Schwimmen, 90 km Radfahren und 20 km Laufen) |
| 29. Mai 2010  | 2    | Vienna City Triathlon                          | Wien           |          | Mitteldistanz                                                      |

| Datum/Jahr    | Rang | Wettbewerb                                 | Austragungsort        | Zeit     | Bemerkung |
| ------------- | ---- | ------------------------------------------ | --------------------- | -------- | --- |
| 23. Aug. 2017 | 15   | ITU Cross Triathlon World Championships    | Penticton             | 02:19:36 | Weltmeisterschaft Cross-Triathlon                                                                                               |
| 26. Sep. 2015 | 32   | ITU Cross Triathlon World Championships    | Orosei                | 02:24:51 | ITU-Weltmeisterschaft Cross-Triathlon                                                                                           |
| 16. Aug. 2014 | 24   | ITU Cross Triathlon World Championships    | Olbersdorf            | 02:50:23 | ITU-Weltmeisterschaft Cross-Triathlon                                                                                           |
| 2. Aug. 2014  | 1    | ÖTRV Staatsmeisterschaft Cross-Triathlon   | Berndorf bei Salzburg | 01:45:44 | Österreichischer Staatsmeister Cross-Triathlon im Rahmen des X-Triathlon (1 km Schwimmen, 22 km Mountainbike und 9,2 km Laufen) |
| 22. Juni 2013 | 1    | ÖTRV Staatsmeisterschaft Cross-Triathlon   | Völkermarkt           |          | |
| 2. Juli 2011  | 6    | ETU European Cross Triathlon Championships | Visegrád              | 01:51:49 | 1,2 km Schwimmen, 25 km Mountainbike und 7,2 km Crosslauf                                                                       |
| 26. Juli 2009 | 1    | ÖTRV Staatsmeisterschaft Cross-Triathlon   | Kitzbühel             |          | |

(DNF – Did Not Finish)